# 静岡市立北沼上小学校
静岡市立北沼上小学校（しずおかしりつ きたぬまがみしょうがっこう）は、静岡県静岡市葵区北沼上にある公立小学校。

## 沿革
- 1874年（明治7年）11月 - 「文曾社」創立[1]。
- 1886年（明治19年）10月 - 北沼上村立「上ヶ土小学校分教室」になる[1]。
- 1889年（明治22年）2月 - 安倍郡千代田村立「千代田小分教室」となる[1]。
- 1892年（明治25年）7月 - 安部郡千代田村立「北沼上小学校」となる[1]。
- 1907年（明治40年）8月 - 現在地に移転。新校舎落成[1]。
- 1908年（明治41年）10月 - 安部郡千代田村立「北沼上尋常小学校」と改称[1]。
- 1934年（昭和9年）10月 - 静岡市へ編入され、静岡市立「北沼上尋常小学校」と改称[1]。
- 1941年（昭和16年）4月 - 「静岡市北沼上国民学校」と改称[1]。
- 1947年（昭和22年）2月 - 学制改革により「静岡市立北沼上小学校」と改称。
- 1948年（昭和23年）4月 - 庵原郡西奈村が静岡市に編入され、平山・長尾が学区へ編入される。
- 1966年（昭和41年）2月 - 校歌を制定。
- 1976年（昭和51年）11月 - 校旗を制定。
- 1994年（平成6年）11月 - 創立120周年記念式典挙行。

## 通学区域
| - 長尾 | - 平山 | - 北沼上の一部 |

## アクセス
- しずてつジャストライン竜爪山線 「北沼上小学校前」停留所から、徒歩5分